# Liga Nacional de Guatemala 1942-43
Liga Nacional de Guatemala 1942-43 es el primer torneo de Liga de fútbol de Guatemala. El primer campeón del torneo fue el Municipal.

## Historia
Este evento representa el primer campeonato de liga de manera profesional en el país, aunque igual que su predecesor -la liga capitalina- únicamente contó con equipos con sede en el área metropolitana de la capital. Fue realizado bajo los auspicios del Negociado de Extensión Cultural y de Deportes de Guatemala, dando por terminado la liga capitalina y el campeonato de la república, que anteriormente se realizaban, y formalizando el fútbol en el país. Por la poca publicidad que tenía el torneo se le siguió llamando Liga Capitalina.

## Formato
El formato del torneo era de todos contra todos a dos vueltas, En caso de empate por puntos la diferencia de goles determinaba quien era el campeón.  Todos los partidos se jugaron en el desaparecido estadio Autonomía, de la Ciudad de Guatemala.

## Equipos participantes
| Club                | Ciudad              | Departamento |
| ------------------- | ------------------- | ------------ |
| Guatemala           | Ciudad de Guatemala | Guatemala    |
| Hércules            | Ciudad de Guatemala | Guatemala    |
| Hospicio            | Ciudad de Guatemala | Guatemala    |
| IRCA                | Ciudad de Guatemala | Guatemala    |
| Municipal           | Ciudad de Guatemala | Guatemala    |
| Racing              | Ciudad de Guatemala | Guatemala    |
| Tipografía Nacional | Ciudad de Guatemala | Guatemala    |

## Posiciones
|  | Pos. | Equipos             | PJ | PG | PE | PP | GF | GC | Dif. | PTS | Condición |
|  | ---- | ------------------- | -- | -- | -- | -- | -- | -- | ---- | --- | --------- |
|  | 1º   | Municipal           | 12 | 8  | 1  | 3  | 47 | 17 | +30  | 17  | Campeón   |
|  | 2º   | Tipografía Nacional | 12 | 7  | 3  | 2  | 22 | 14 | +8   | 17  |           |
|  | 3º   | Guatemala           | 12 | 7  | 3  | 2  | 25 | 21 | +4   | 17  |           |
|  | 4º   | Hospicio            | 12 | 5  | 2  | 5  | 26 | 32 | -6   | 12  |           |
|  | 5º   | IRCA                | 12 | 2  | 4  | 6  | 20 | 29 | -9   | 8   |           |
|  | 6º   | Hércules            | 12 | 3  | 1  | 8  | 20 | 40 | -20  | 7   |           |
|  | 7º   | Racing              | 12 | 2  | 2  | 8  | 19 | 26 | -7   | 6   |           |
|  |      |                     |    |    |    |    |    |    |      |     |           |

| Campeón - 1942-43   |
|                     |
| Municipal 1° Título |